# Chowdahalli, Mysore
Chowdahalli là một làng thuộc tehsil Mysore, huyện Mysore, bang Karnataka, Ấn Độ.